# فرودگاه سین‌جین
فرودگاه سین‌جین (به انگلیسی: Xinjin Airport) یک فرودگاه است. این فرودگاه در شهر چنگدو کشور چین قرار دارد.